# Forsebia flavofasciata
Forsebia flavofasciata är en fjärilsart som beskrevs av John Kern Strecker 1898. Forsebia flavofasciata ingår i släktet Forsebia och familjen nattflyn. Inga underarter finns listade i Catalogue of Life.